# Toledot
Toledot, Toldos, o Tol'doth (ebraico: תּוֹלְדֹת — tradotto in italiano: "generazioni" o "discendenti", incipit e seconda parola di questa parashah) – sesta porzione settimanale della Torah (ebr. פָּרָשָׁה – parashah o anche parsha/parscià) nel ciclo annuale ebraico di letture bibliche dal Pentateuco. Rappresenta il passo 25:19-28:9 della Genesi che gli ebrei leggono durante il sesto Shabbat dopo Simchat Torah, generalmente in novembre o primi di dicembre.

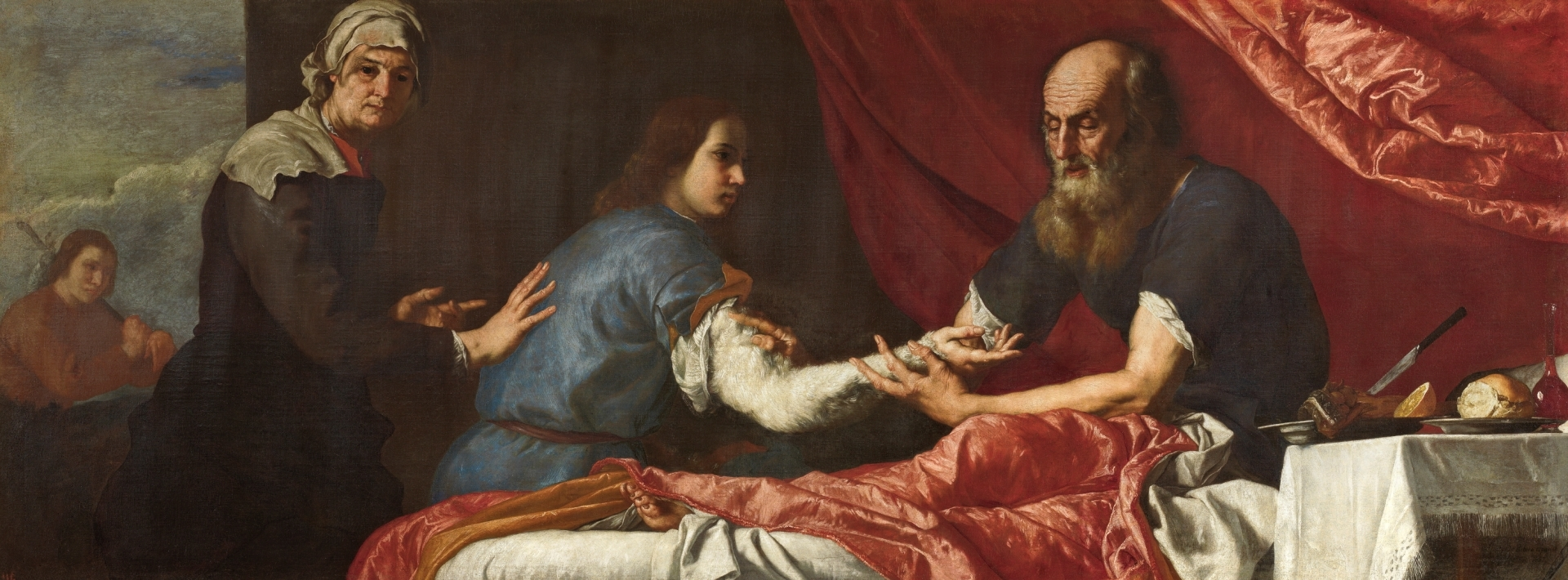
Isacco benedice Giacobbe (dipinto di Giuseppe Ribera del 1637)

## Etimologia
Toledot deriva da un verbo che significa "generare", "dare alla luce", ma anche "genealogia". La parole ebraica  Toledot cimpare 11 volte nel Libro della Genesi. 

## Interpretazione intrabiblica
La parasha ha paralleli o viene discussa nelle seguenti fonti della Bibbia ebraica (Tanakh):

### Genesi capitolo 27–28
In Genesi 27-28 Giacobbe riceve tre benedizioni: (1) da Isacco quando Giacobbe si traveste da Esaù in Genesi 27:28-29 (2) da Isacco quando Giacobbe parte per Aram in Genesi 28:3-4 e (3) da Dio nel sogno di Giacobbe a Betel in Genesi 28:13-15. Mentre la prima benedizione rappresenta un augurio di benessere materiale e dominio, solo la seconda e terza benedizione auspicano fertilità e la Terra d'Israele. La prima e terza benedizione esplicitamente designano Giacobbe come il portatore della benedizione, anche se probabilmente la seconda benedizione fa lo stesso, dando a Giacobbe "la benedizione di Abramo" (cfr. la benedizione in Genesi 12:2-3). Solo la terza benedizione garantisce la Presenza di Dio con Giacobbe (cfr anche Kohen-Decima (Ebraismo) e Zadaqah).
| Genesi 27:28-29 Isacco benedice Giacobbe camuffato | Genesi 28:3-4 Isacco benedice Giacobbe in partenza | Genesi 28:13-15 Dio benedice Giacobbe a Betel |
| --- | --- | --- |
| 28 Dio ti conceda rugiada del cielo e terre grasse e abbondanza di frumento e di mosto. 29 Ti servano i popoli e si prostrino davanti a te le genti. Sii il signore dei tuoi fratelli e si prostrino davanti a te i figli di tua madre. Chi ti maledice sia maledetto e chi ti benedice sia benedetto!" | 3 Ti benedica Dio onnipotente, ti renda fecondo e ti moltiplichi, sì che tu divenga un'assemblea di popoli; 4 conceda la benedizione di Abramo a te e alla tua discendenza con te, perché tu possieda il paese dove sei stato forestiero, che Dio ha dato ad Abramo". | 13 Io sono il Signore, il Dio di Abramo tuo padre e il Dio di Isacco. La terra sulla quale tu sei coricato la darò a te e alla tua discendenza. 14 La tua discendenza sarà come la polvere della terra e ti estenderai a occidente e ad oriente, a settentrione e a mezzogiorno. E saranno benedette per te e per la tua discendenza tutte le nazioni della terra. 15 Ecco io sono con te e ti proteggerò dovunque tu andrai; poi ti farò ritornare in questo paese, perché non ti abbandonerò senza aver fatto tutto quello che t'ho detto. |

## Comandamenti
Secondo Maimonide e il Sefer ha-Chinuch, non ci sono comandamenti (mitzvot) in questa parshah.

## Nella liturgia
Nella Benedizione dopo i pasti (Birkat Hamazon), alla chiusura della quarta benedizione (di ringraziamento per la bontà divina), gli ebrei alludono alla benedizione di Dio ai Patriarchi descritta in Genesi 24:1, 27:33 e 33:11.

## Maqam settimanale
Nella Maqam settimanale, gli ebrei sefarditi ogni settimana basano i loro canti del servizio religioso sul contenuto della rispettiva parashah settimanale. Per la parashah Toledot, gli sefarditi usano la Maqam Mahour, una maqam che esprime instabilità emotiva e rabbia. Tale maqam è simile alla Maqam Rast in intonazione ed è qui appropriata, poiché in essa Esaù esprime questi tratti caratteristici quando perde le benedizioni maggiori.

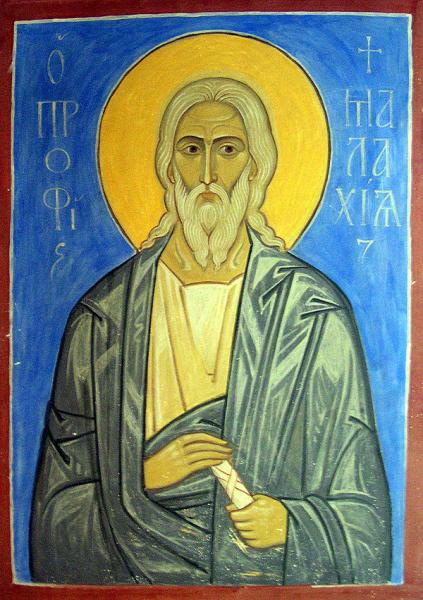
Malachia (icona greco-ortodossa)

## Haftarah
La haftarah della parashah è:
- per gli aschenaziti e sefarditi: Malachia 1:1-2:7[17]
- per i caraiti: Isaia 65:23-66:18[18]

### Biblici
- Genesi 15:5[1] (numerosi come le stelle); Genesi 22:17[2] (numerosi come le stelle).

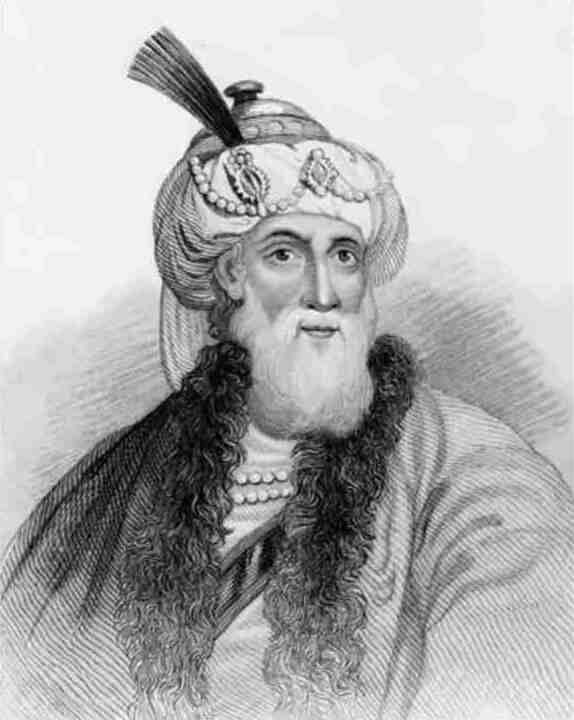
Flavio Giuseppe

- Deuteronomio 1:10[3] (numerosi come le stelle); Deuteronomio 17:16[4] (non andare in Egitto).
- Giosuè 24:4[5].
- Geremia 42:13-22[6] (non andare in Egitto).
- Malachia 1:2-3[7].

### Non rabbinici
- Flavio Giuseppe. Antichità giudaiche 1:18:1–2, 4–8, Archiviato il 4 maggio 2012 in Internet Archive. 19:1; Archiviato il 9 agosto 2012 in Internet Archive. 2:1:1. Archiviato il 10 febbraio 2007 in Internet Archive.
- Lettera ai Romani 9:6-13[8]
- Lettera agli Ebrei 11:2[9], 12:16-17[10]

### Rabbinici classici
- Mishnah: Mishnah Kiddushin 4:14. Terra d'Israele, circa 200 e.v. Rist. in The Mishnah: A New Translation. Trad. di Jacob Neusner, 499. New Haven: Yale University Press, 1988. ISBN 0-300-05022-4.
- Tosefta: Berakhot 6:8; Sotah 10:5–6; Kiddushin 5:21. Terra d'Israele, circa 300 e.v. Rist. in The Tosefta: Translated from the Hebrew, with a New Introduction. Trad. di Jacob Neusner, 1:39, 876, 947. Peabody, Mass.: Hendrickson Pub., 2002. ISBN 1-56563-642-2.
- Sifre del Deuteronomio 2:3. Terra d'Israele, circa 250–350 e.v. Rist. in Sifre to Deuteronomy: An Analytical Translation. Trad. di Jacob Neusner, 1:26. Atlanta: Scholars Press, 1987. ISBN 1-55540-145-7.

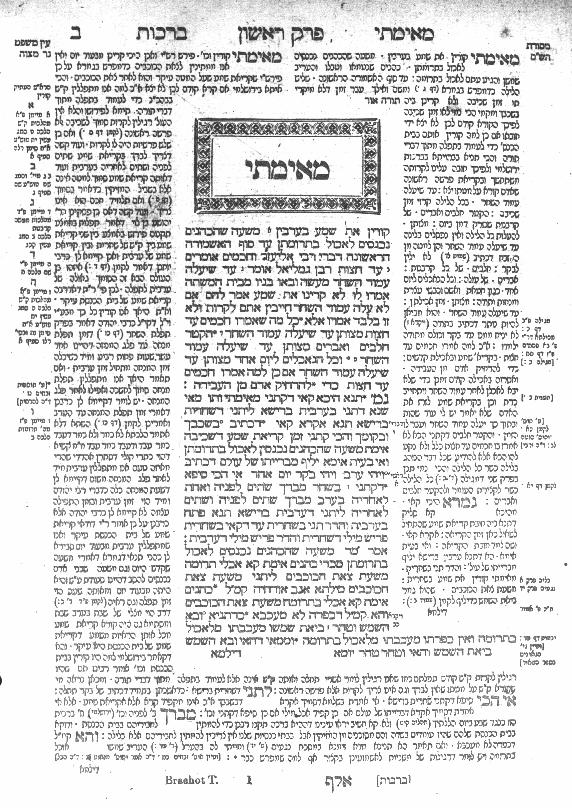
Talmud

- Talmud gerosolimitano: Berakhot 55b, 85b; Bikkurim 23b; Sukkah 21a; Megillah 16a, 17b. Terra d'Israele, circa 400 e.v. Rist. Talmud Yerushalmi. Curato da Chaim Malinowitz, Yisroel Simcha Schorr, e Mordechai Marcus, voll. 2, 12, 22, 26. Brooklyn: Mesorah Publications, 2006–2012.
- Genesi Rabbah 63:1–67:13. Terra d'Israele, V secolo. Rist. in Midrash Rabbah: Genesis. Trad. H. Freedman & Maurice Simon. Londra: Soncino Press, 1939. ISBN 0-900689-38-2.
- Talmud babilonese: Berakhot 5b, 56b, 57b; Eruvin 104b; Pesachim 5a, 42b; Yoma 28b; Sukkah 5b, 14a; Taanit 29b; Megillah 6a, 28a; Moed Katan 2a; Yevamot 64a; Ketubot 112a; Nedarim 32a; Sotah 11a, 12b, 13a, 41b; Gittin 57b; Bava Kamma 92b–93a; Bava Batra 15a, 16b, 123a; Sanhedrin 12a, 37a, 69a, 92a, 105a; Makkot 10a, 24a; Avodah Zarah 2b, 11a. Babilonia, VI secolo. Rist. in Talmud Bavli. Curato da Yisroel Simcha Schorr, Chaim Malinowitz, e Mordechai Marcus, 72 vols. Brooklyn: Mesorah Pubs., 2006.

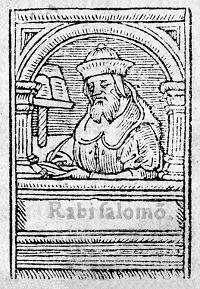
Rashi

### Medievali
- Rashi. Commentario. Genesis 25–28. Troyes, Francia, XI secolo. Rist. in Rashi. The Torah: With Rashi's Commentary Translated, Annotated, and Elucidated. Trad. e note di Yisrael Isser Zvi Herczeg, 1:271–307. Brooklyn: Mesorah Publications, 1995. ISBN 0-89906-026-9.
- Judah Halevi. Kuzari. 2:80. Toledo, Spagna, 1130–1140. Rist. in, Jehuda Halevi. Kuzari: An Argument for the Faith of Israel. Introd. di Henry Slonimsky, 128. New York: Schocken, 1964. ISBN 0-8052-0075-4.
- Zohar 1:134a–46b. Spagna, XIII secolo. Rist. in The Zohar. Trad. di Harry Sperling & Maurice Simon. 5 voll. Londra: Soncino Press, 1934.
- “Collection for the Poll Tax.” Egitto, XIV secolo. In Mark R. Cohen. The Voice of the Poor in the Middle Ages: An Anthology of Documents from the Cairo Geniza, 174. Princeton: Princeton University Press, 2005. ISBN 0-691-09262-1.
- Mattathias Yizhari. “Sermon on Toledot.” Spagna, circa 1400. In Marc Saperstein. Jewish Preaching, 1200–1800: An Anthology, 156–66. New Haven: Yale University Press, 1989. ISBN 0-300-04355-4.

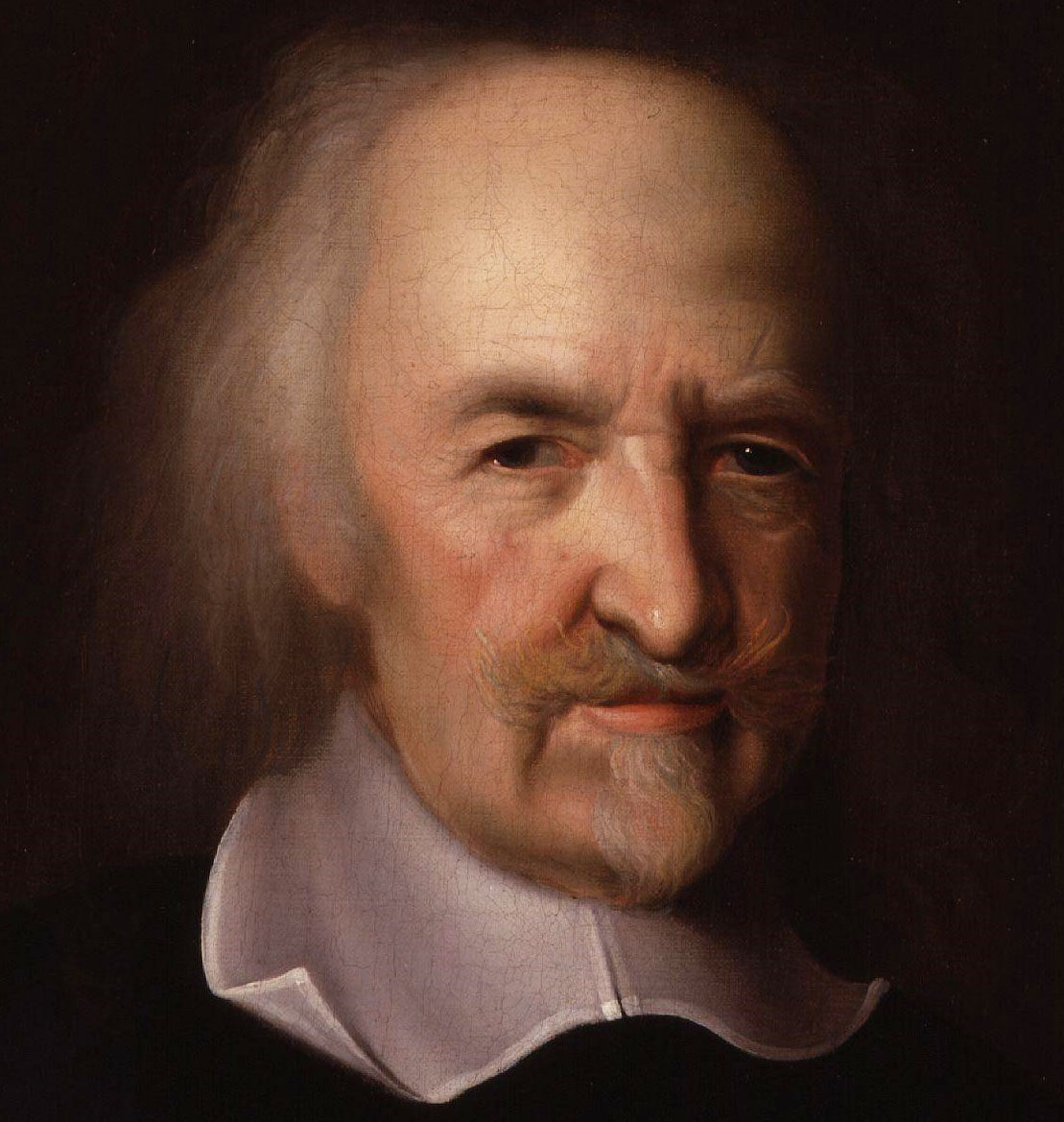
Thomas Hobbes

### Moderni
- Solomon ben Isaac Levi. "Sermone sul Toledot". Salonicco, 1573. Testo su Marc Saperstein, Jewish Preaching, 1200–1800: An Anthology, pp. 240–52. New Haven: Yale University Press, 1989. ISBN 0-300-04355-4.
- Thomas Hobbes. Leviatano, 3:36. Inghilterra, 1651. Rist. curata da C. B. Macpherson, 460. Harmondsworth, Inghilterra: Penguin Classics, 1982. ISBN 0-14-043195-0.
- Abraham Isaac Kook. The Moral Principles. Inizi XX secolo. Rist. Abraham Isaac Kook: the Lights of Penitence, the Moral Principles, Lights of Holiness, Essays, Letters, and Poems. Trad. di Ben Zion Bokser, 142, 162. Mahwah, N.J.: Paulist Press 1978. ISBN 0-8091-2159-X.
- Irving Fineman. Jacob, An Autobiograhical Novel, 11–13, 16–18. New York: Random House, 1941.
- David Daube. “How Esau Sold his Birthright.” Cambridge Law Journal. 8 (1942): 70–75.

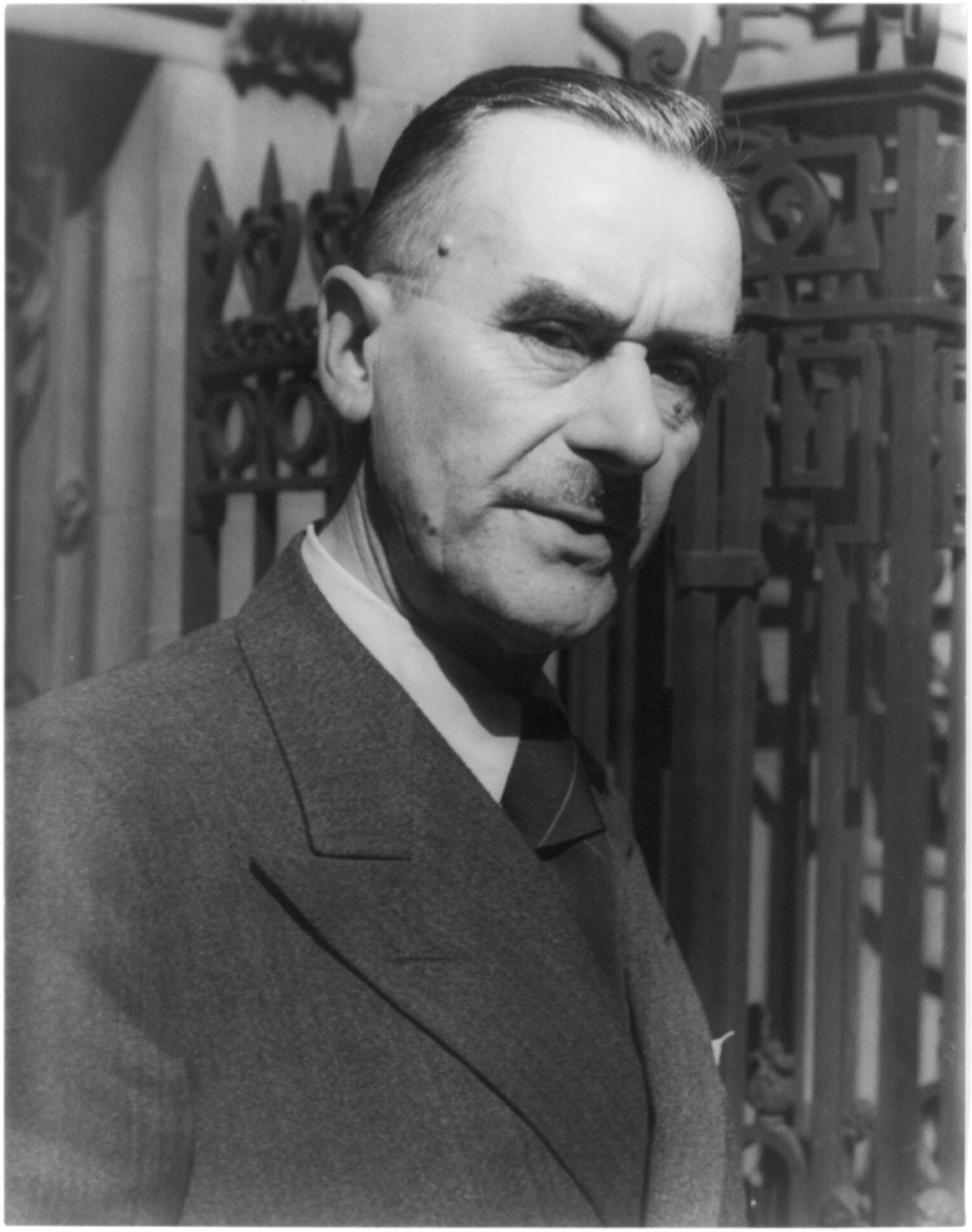
Thomas Mann

- Thomas Mann. Giuseppe e i suoi fratelli. Trad. (EN)  di John E. Woods, 37, 91, 97–100, 103–08, 113–14, 116–17, 134, 150, 153–73, 192–94, 242, 257, 298-99, 335, 340–41, 404, 414, 417, 428–30, 449, 524, 538, 669–70, 693, 806, 809. New York: Alfred A. Knopf, 2005. ISBN 1-4000-4001-9. Originale (DE)  Joseph und seine Brüder. Stockholm: Bermann-Fischer Verlag, 1943.
- David Noel Freedman. “The Original Name of Jacob.” Israel Exploration Journal. 13 (1963): 125–26.
- C.G. Allen. “On Me Be the Curse, My Son.” In Encounter with the Text: Form and History in the Hebrew Bible. Edited by Martin J. Buss, pages 159–72. Philadelphia: Fortress, 1979. ISBN 1-58983-352-X.
- Michael Fishbane. “Genesis 25:19–35:22/The Jacob Cycle.” In Text and Texture: Close Readings of Selected Biblical Texts, 40–62. New York: Schocken Books, 1979. ISBN 0-8052-3724-0.
- John G. Gammie. “Theological Interpretation by Way of Literary and Tradition Analysis: Genesis 25–36.” In Encounter with the Text: Form and History in the Hebrew Bible. Edited by Martin J. Buss, pages 117–34. Philadelphia: Fortress, 1979. ISBN 1-58983-352-X.
- Reuben Ahroni. “Why Did Esau Spurn the Birthright? A Study in Biblical Interpretation.” Judaism. 29 (1980): 323–31.
- Roland de Vaux. “The Separate Traditions of Abraham and Jacob.” Biblical Archaeology Review. 6 (4) (1980).
- Katherine Paterson. Jacob Have I Loved. New York: HarperCollins, 1980. ISBN 0-690-04078-4.
- Izak Cornelius. “Genesis XXVI and Mari: The Dispute over Water and the Socio-Economic Way of Life of the Patriarchs.” Journal of Northwest Semitic Languages. 12 (1984): 53–61.
- Carl D. Evans. “The Jacob Cycle in Genesis: The Patriarch Jacob — An ‘Innocent Man’: Moral ambiguity in the biblical portrayal.” Bible Review. 2 (1) (1986).
- Marc Gellman. “The Strong Man Who Cried.” In Does God Have a Big Toe? Stories About Stories in the Bible, 57–59. New York: HarperCollins, 1989. ISBN 0-06-022432-0.
- Susan Ackerman. “Child Sacrifice: Returning God's Gift: Barren women give birth to exceptional children.” Bible Review. 9 (3) (1993).

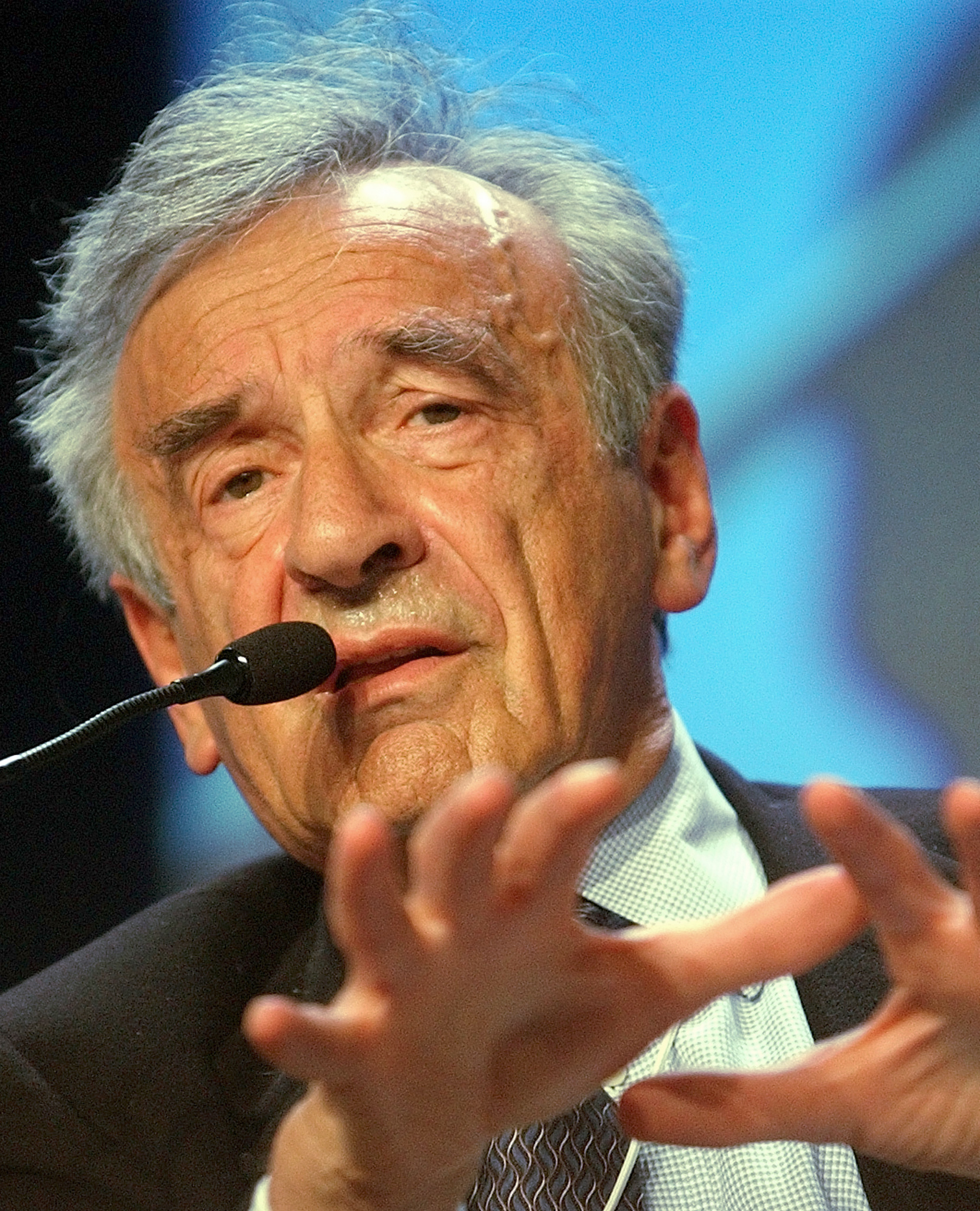
Elie Wiesel

- Aaron Wildavsky. Assimilation versus Separation: Joseph the Administrator and the Politics of Religion in Biblical Israel, 5–6, 8, 13, 15, 17–29. New Brunswick, N.J.: Transaction Publishers, 1993. ISBN 1-56000-081-3.
- Savina J. Teubal. “Naming is Creating: Biblical women hold the power.” Bible Review. 11 (4) (1995).
- Marc Gellman. “Bless Me, Too!” In God's Mailbox: More Stories About Stories in the Bible, 75–79. New York: Morrow Junior Books, 1996. ISBN 0-688-13169-7.
- Elie Wiesel. “Supporting Roles: Esau.” Bible Review. 14 (2) (1998).
- Jack Miles. “Supporting Roles: Jacob's Wrestling Match: Was it an angel or Esau?” Bible Review. 14 (5) (1998).
- Frank Anthony Spina. “Esau: The Face of God.” In The Faith of the Outsider: Exclusion and Inclusion in the Biblical Story, 14–34. William B. Eerdmans Publishing Company, 2005. ISBN 0-8028-2864-7.
- Suzanne A. Brody. “Esau's Prediction.” In Dancing in the White Spaces: The Yearly Torah Cycle and More Poems, 67. Shelbyville, Kentucky: Wasteland Press, 2007. ISBN 1-60047-112-9.
- Jonathan Goldstein. “Jacob and Esau.” In Ladies and Gentlemen, the Bible! 79–114. New York: Riverhead Books, 2009. ISBN 978-1-59448-367-7.
- Raymond Westbrook. “Good as His Word: Jacob Manipulates Justice.” Biblical Archaeology Review. 35 (3) (2009): 50–55, 64.

### Testi
- Parashat Toledot cantata, su torah.it
- "Parashat Toledot", su torah.it
- Commentari e canti della "Parashat Toledot", su torah.it
- Testo Masoretico e traduzione JPS 1917, su mechon-mamre.org.
- Parashah cantata, su bible.ort.org.
- Parashah in ebraico, su mechon-mamre.org.

### Commentari
- Academy for Jewish Religion, California, su ajrca.org.
- Academy for Jewish Religion, New York, su ajrsem.org.
- Aish.com. URL consultato il 5 febbraio 2013 (archiviato dall'url originale il 17 marzo 2013).
- Akhlah: The Jewish Children’s Learning Network, su akhlah.com. URL consultato il 5 febbraio 2013 (archiviato dall'url originale l'11 febbraio 2013).
- American Jewish University, su judaism.ajula.edu (archiviato dall'url originale il 20 febbraio 2012).
- Anshe Emes Synagogue, Los Angeles, su anshe.org. URL consultato il 5 febbraio 2013 (archiviato dall'url originale il 1º novembre 2012).
- Ari Goldwag, su arigoldwag.com. URL consultato il 5 febbraio 2013 (archiviato dall'url originale il 27 luglio 2013).
- Bar-Ilan University, su biu.ac.il.
- Chabad.org.
- eparsha.com.
- Jewish Agency for Israel, su jewishagency.org. URL consultato il 5 febbraio 2013 (archiviato dall'url originale il 2 ottobre 2012).
- Jewish Theological Seminary (XML), su jtsa.edu. URL consultato il 5 febbraio 2013 (archiviato dall'url originale l'11 marzo 2013).
- G-dcast, su g-dcast.com. URL consultato il 5 febbraio 2013 (archiviato dall'url originale il 18 febbraio 2013).
- The Israel Koschitzky Virtual Beit Midrash, su vbm-torah.org. URL consultato il 5 febbraio 2013 (archiviato dall'url originale il 2 novembre 2011).
- Miriam Aflalo, su mishpacha.com. URL consultato il 5 febbraio 2013 (archiviato dall'url originale il 6 aprile 2012).
- MyJewishLearning.com. URL consultato il 5 febbraio 2013 (archiviato dall'url originale il 25 settembre 2008).
- Ohr Sameach, su ohr.edu.
- Orthodox Union, su ou.org.
- OzTorah - Torah from Australia, su oztorah.com.
- Oz Ve Shalom — Netivot Shalom, su netivot-shalom.org.il. URL consultato il 5 febbraio 2013 (archiviato dall'url originale il 24 giugno 2010).

- Pardes from Jerusalem, su pardes.org.il. URL consultato il 5 febbraio 2013 (archiviato dall'url originale il 15 aprile 2012).
- Parshah Parts (PDF), su parshaparts.com. URL consultato il 5 febbraio 2013 (archiviato dall'url originale l'8 marzo 2012).
- Rabbi Dov Linzer, su rabbidovlinzer.blogspot.com.
- RabbiShimon.com. URL consultato il 5 febbraio 2013 (archiviato dall'url originale il 6 giugno 2012).
- Rabbi Shlomo Riskin, su ohrtorahstone.org.il. URL consultato il 5 febbraio 2013 (archiviato dall'url originale il 21 agosto 2011).
- Rabbi Shmuel Herzfeld, su rabbishmuel.com. URL consultato il 5 febbraio 2013 (archiviato dall'url originale l'11 marzo 2013).
- Reconstructionist Judaism, su www4.jrf.org. URL consultato il 5 febbraio 2013 (archiviato dall'url originale il 16 febbraio 2006).
- Sephardic Institute, su judaicseminar.org.
- Shiur.com.
- 613.org Jewish Torah Audio, su 613.org. URL consultato il 5 febbraio 2013 (archiviato dall'url originale il 25 agosto 2011).
- Tanach Study Center, su tanach.org.
- Torah.it, su archivio-torah.it.
- Torah from Dixie, su tfdixie.com. URL consultato il 5 febbraio 2013 (archiviato dall'url originale il 6 settembre 2012).
- Torah.org.
- TorahVort.com.
- Union for Reform Judaism, su urj.org. URL consultato il 5 febbraio 2013 (archiviato dall'url originale il 17 giugno 2009).
- United Hebrew Congregations of the Commonwealth, su chiefrabbi.org.
- United Synagogue of Conservative Judaism, su uscj.org. URL consultato il 5 febbraio 2013 (archiviato dall'url originale il 14 agosto 2012).
- What’s Bothering Rashi?, su shemayisrael.com.
- Yeshivat Chovevei Torah, su yctorah.org.
- Yeshiva University, su yutorah.org. URL consultato il 5 febbraio 2013 (archiviato dall'url originale il 18 dicembre 2019).

1. ↑   Genesi 15:5, su La Parola - La Sacra Bibbia in italiano in Internet.
2. ↑   Genesi 22:17, su La Parola - La Sacra Bibbia in italiano in Internet.
3. ↑   Deuteronomio 1:10, su La Parola - La Sacra Bibbia in italiano in Internet.
4. ↑   Deuteronomio 17:16, su La Parola - La Sacra Bibbia in italiano in Internet.
5. ↑   Giosuè 24:4, su La Parola - La Sacra Bibbia in italiano in Internet.
6. ↑   Geremia 42:13-22, su La Parola - La Sacra Bibbia in italiano in Internet.
7. ↑   Malachia 1:2-3, su La Parola - La Sacra Bibbia in italiano in Internet.
8. ↑   Romani 9:6-13, su La Parola - La Sacra Bibbia in italiano in Internet.
9. ↑   Ebrei 11:2, su La Parola - La Sacra Bibbia in italiano in Internet.
10. ↑   Ebrei 12:16-17, su La Parola - La Sacra Bibbia in italiano in Internet.